# Прапор Колорадо-Спрінгс
Прапор міста Колорадо-Спрінгс зі штату Колорадо білий із синьою рамкою зверху, знизу та маховою частиною. На боці древка зображено ромбовидну форму із зображенням сонця, яке заходить за гори, пофарбоване зеленим кольором.
Прапор був запропонований міській раді Колорадо-Спрінгс у 1912 році Керолайн Спенсер, яка представляла Громадянську лігу. Відповідно до Flags of the World, «біле поле символізує чистоту та здоров’я міста; блакитне поле обрамляє наше блакитне небо; щит несе сонце, яким ми справедливо пишаємося; гори символізують Пайкс-Пік і на ньому зображені золоті злитки нашої гірничодобувної промисловості; зелена смуга навколо щита представляє паркову систему, що оточує місто». 
У 2004 році в огляді 150 прапорів міст США, проведеному Північноамериканською вексилологічною асоціацією, прапор міста Колорадо-Спрінгз був визнаний дев’ятнадцятим кращим. 